# Vân Hội, Tam Dương
Vân Hội là một xã thuộc huyện Tam Dương, tỉnh Vĩnh Phúc, Việt Nam.
Xã có diện tích 4,75 km², dân số năm 1999 là 4.428 người, mật độ dân số đạt 932 người/km².